# Tulipa × tschimganica
Tulipa × tschimganica Botschantz. è una pianta bulbosa della famiglia delle Liliacee, diffusa in Asia centrale.
È un'entità di origine ibridogena (T. dubia × T. kaufmanniana).

## Descrizione

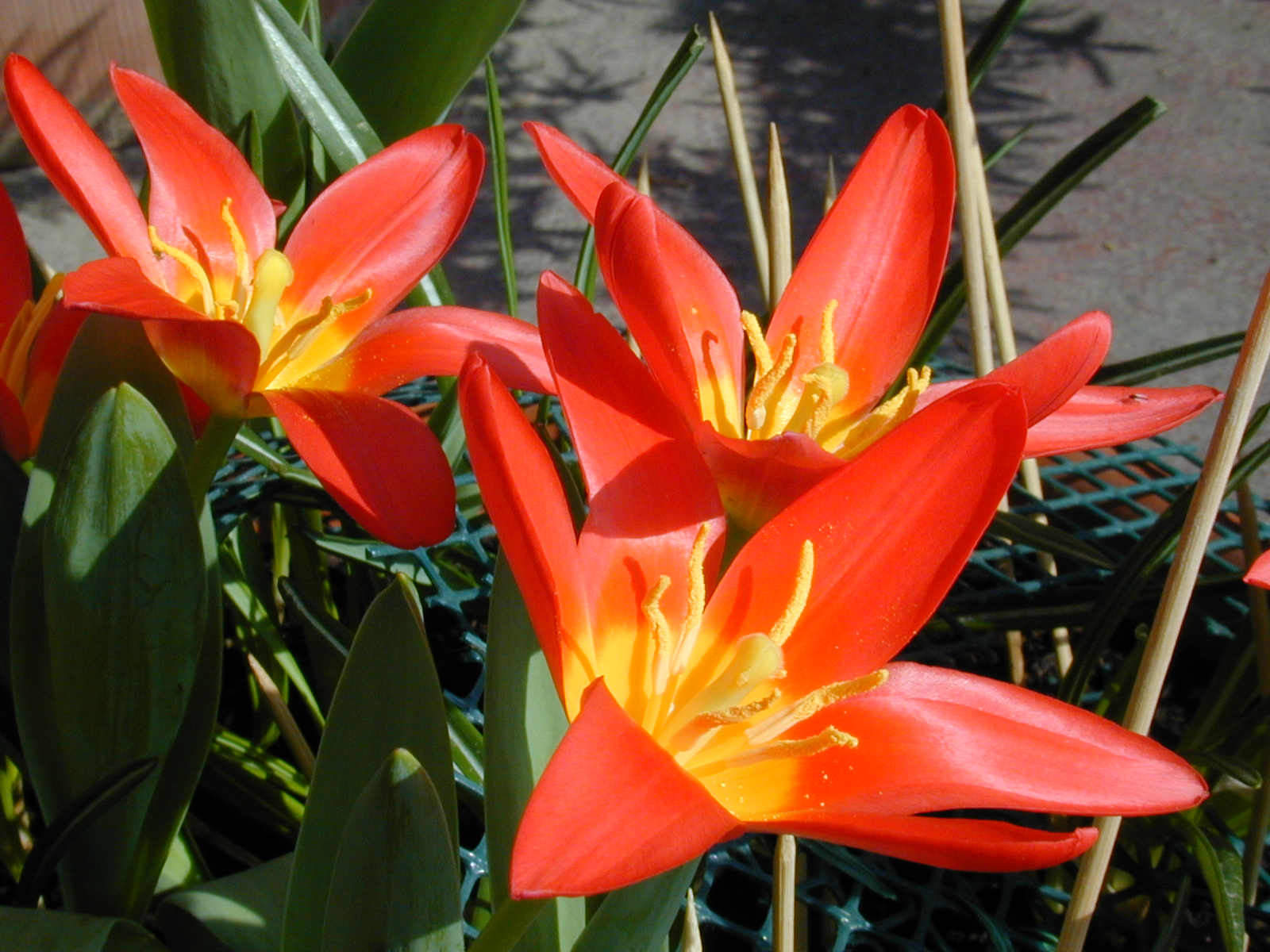
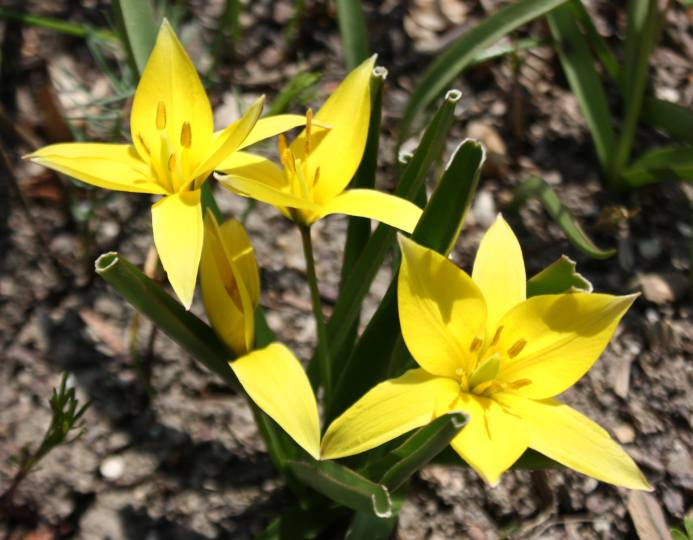
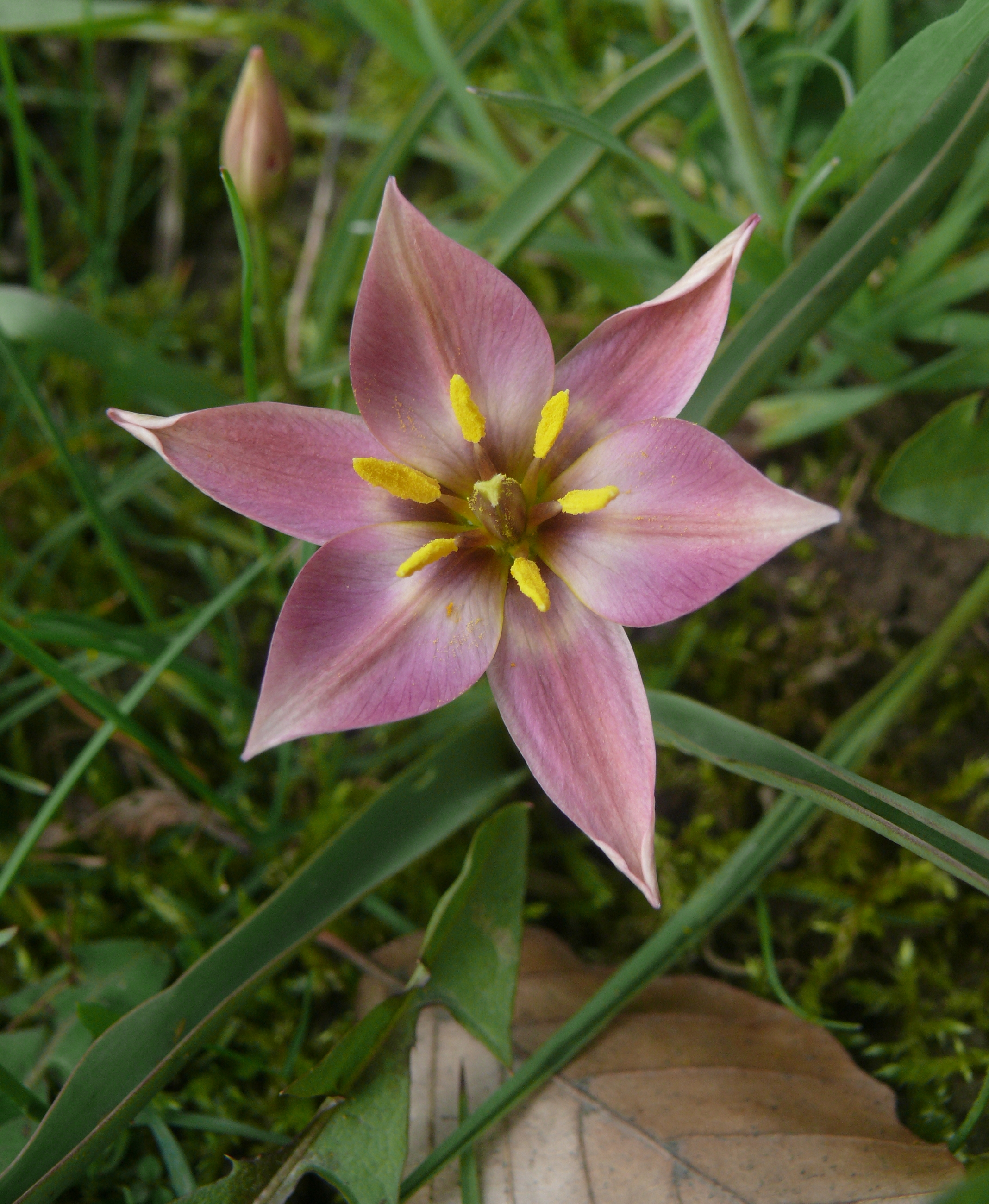

## Distribuzione e habitat
La specie è diffusa in Kirghizistan  e Uzbekistan.